# احمد فؤاد نسیم
احمد فؤاد نسیم (انگلیسی: Ahmed Fouad Nessim; ۱۹ سپتامبر ۱۹۲۴ – ۲۸ اکتبر ۱۹۵۶) بازیکن واترپلو اهل مصر بود.